# Bystričany
Bystričany (in ungherese Besztercsény, in tedesco Bistrizing) è un comune della Slovacchia facente parte del distretto di Prievidza, nella regione di Trenčín.
Fu menzionato per la prima volta in un documento storico nel 1388.